# Observatoire astronomique de Lviv
L'observatoire astronomique de Lviv (en ukrainien : Астрономічна обсерваторія Львівського університету) est un observatoire astronomique situé à Lviv, en Ukraine.
Fondé en 1771 par le collège de Jésuites, il fut fermé vers 1783 puis restauré par l'Université de Lviv en 1900

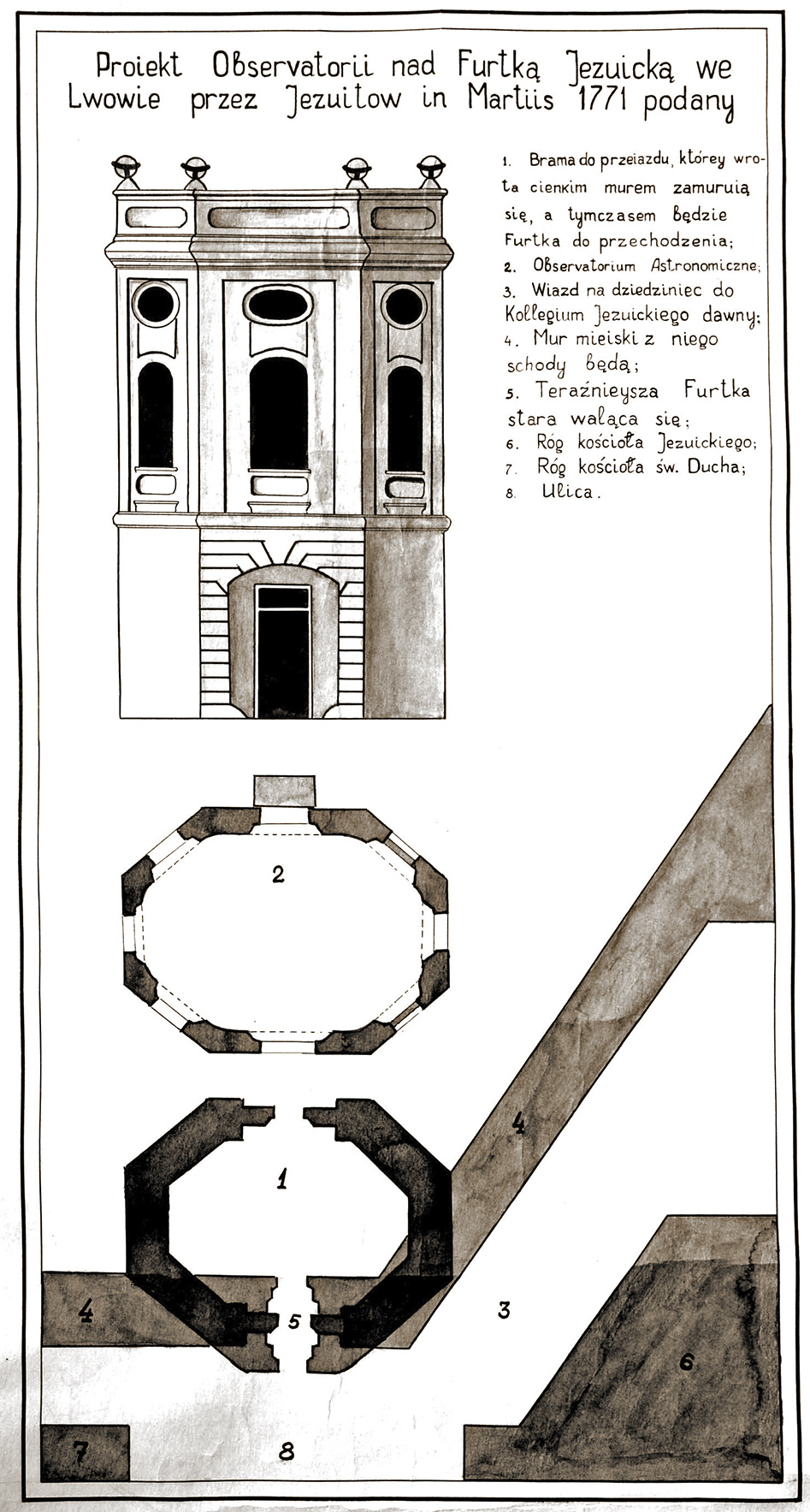
Le projet de 1771.
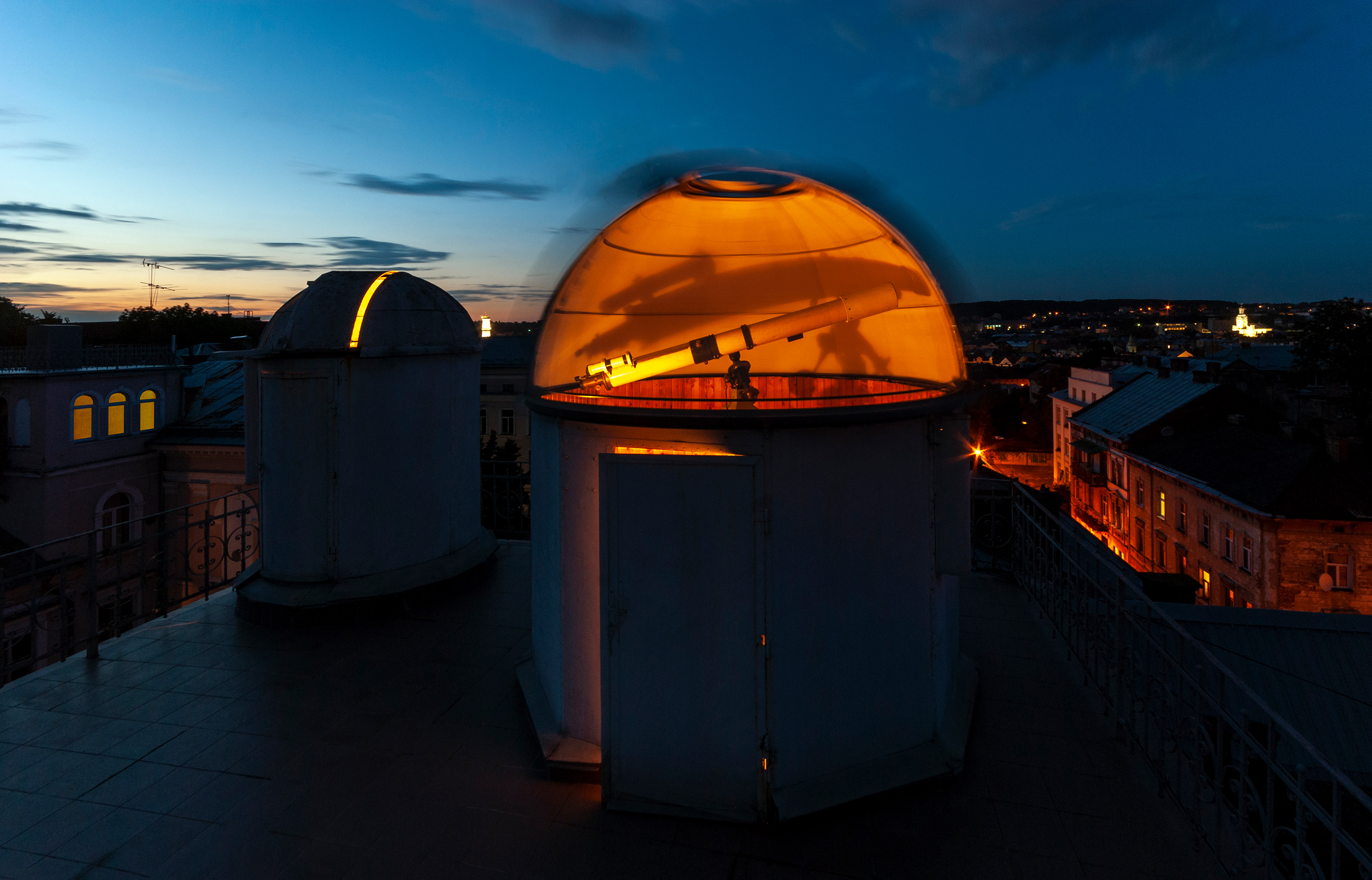
de nuit,
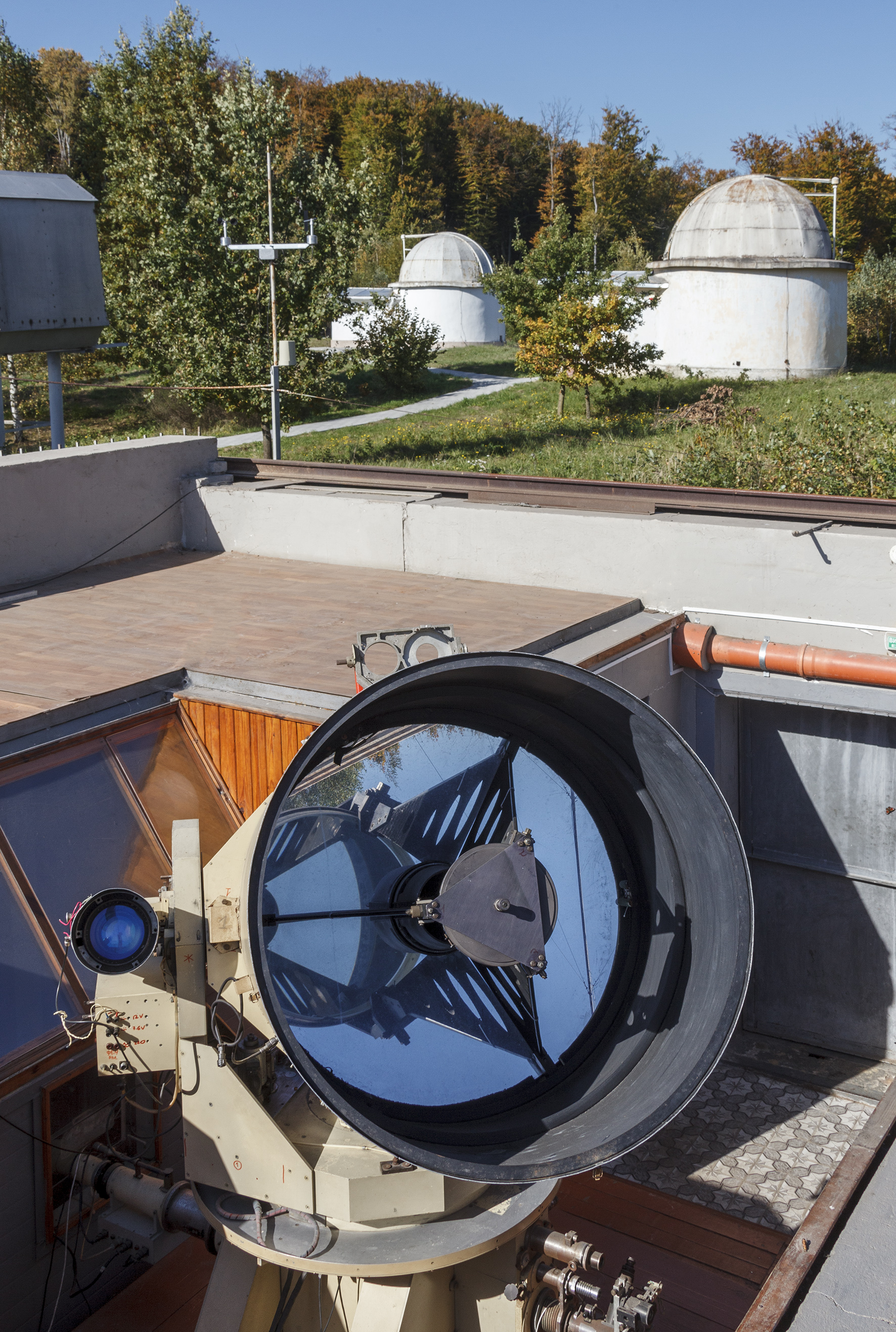
téléscopes АЗТ-14, АВР-2.